# Teófilo Duarte

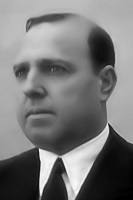
Teófilo Duarte

Teófilo Duarte (* 6. Oktober 1898 in Oledo, Idanha-a-Nova, Portugal; † 16. Mai 1958 in Lissabon) war ein portugiesischer Soldat und Politiker. Er war Leiter der Legião Portuguesa, Minister der Kolonien und in verschiedenen leitenden Positionen in den Überseeprovinzen.

## Leben
Duarte studierte an der Jesuiten-Hochschule Colégio de São Fiel in Covilhã, später Geschichte an der Universität von Coimbra, um dann zur Militärschule der Kavallerie zu wechseln. 1914 wurde er Offizier.
Am 13. Dezember 1916 nahm Duarte am Aufstand in Tomar von Machado Santos teil und wurde daher verhaftet. Ein Jahr darauf unterstützte er Sidónio Pais bei seinem erfolgreichen Putsch, bei dem Duarte das 7. Kavallerieregiment kommandierte.
Von 1918 bis 1919 übernahm Duarte den Posten des Gouverneurs von Kap Verde. Präsident Sidónio Pais wurde im Dezember 1918 ermordet. Duarte wurde Hochkommissar des Distrikts Castelo Branco. 1919 konnte der Demokrat José Carlos de Mascarenhas Relvas die Regierung übernehmen und das Land wieder zu verfassungsmäßigen Zuständen zurückführen. Duarte nahm an einen erfolglosen Aufstand gegen Relvas teil und kam deswegen für sechs Monate ins Gefängnis. Ab dem 28. Mai 1926 wurde Duarte wieder in die portugiesische Armee aufgenommen, nachdem Manuel de Oliveira Gomes da Costa der ersten Portugiesischen Republik endgültig ein Ende setzte.
Duarte war zwischen 1926 und 1928 Gouverneur von Portugiesisch-Timor. Er erreichte die Kolonie am 30. September. Hier förderte er gezielt die Einwanderung von Europäern in die Kolonie. Deportierte in Portugiesisch-Timor erhielten eine gewisse Bewegungsfreiheit in der Kolonie und wurden in die Gesellschaft integriert. Einheimische ließ er in neue, sogenannte „Eingeborenendörfer“ umsiedeln. Eine Quelle beschreibt Duarte als gefährlichen Größenwahnsinnigen, der überall Komplotts vermutete. Vor allem wird ihm die Zwangsarbeit Einheimischer für den Straßenbau vorgeworfen, bei der Tausende an Tuberkulose erkrankten.
Ab 1936 war Duarte Mitglied der Zentraljunta der Legião Portuguesa, trat aber aufgrund einer internen Krise im Juni 1937 zurück. Zwischen dem 2. Februar 1947 und dem 2. August 1950 war Duarte Minister für die Kolonien in der Regierung vom Diktator António de Oliveira Salazar. Außerdem war Duarte Direktor der Companhia de Moçambique und der Companhia dos Caminhos de Ferro de Benguela (Eisenbahngesellschaft Benguela).
Als Duarte starb, war er Vizepräsident des Überseerates, Abgeordneter für die Kolonie Angola und Administrator der Banco Nacional Ultramarino (BNU).

## Familie
Teófilo Duarte war mit Vitória de Castro verheiratet und hatte mit ihr einen Sohn, Teófilo de Castro Duarte.

## Publikationen
- Colónia portuguesa de Timor, 1928
- Timor, 1930
- Timor: ante-câmara do inferno, 1930
- Timor: aspectos de administração colonial, 1930
- O rei de Timor, 1931
- Sidónio Pais e o seu consulado, 1941
- Ocupação e colonização branca de Timor, 1944

## Sonstiges
In der angolanischen Provinz Huambo gibt es einen Ort namens Teófilo Duarte mit einem gleichnamigen Staudamm. Es ist nicht klar, ob dieser Ort etwas mit dem portugiesischen Kolonialminister zu tun hat. In Portimão gibt es eine Straße namens Rua Capitão Teófilo Duarte.